# Christian Otte
Christian Otte (19. juli 1674 i Egernførde- 30. november 1747 i Egernførde) var en succesrig købmand og skibsreder fra Egernførde i Sønderjylland.
Otte står for en ny type af fremadstræbende købmænd, som på grund af deres økonomiske succes steg op i de højeste samfundslag. Han grundlagde et familiedynasti, som opnåede over flere generationer stor politisk og økonomisk indflydelse i Hertugdømmet Slesvig.
Christian Otte blev født i 1674 i Egernførde som søn af en skomager. Som ung mand tog han til søs og allerede som 25-årig købte han sit første handelsskib. Dengang importerede han især træ, jern og kalk fra Sverige. Efter få år vovede han sig over i direktørstolen som skibsreder og ejede snart en en flåde af i alt 10 handelsskibe. Under den store nordiske krig kunne hans skibe med det neutrale gottorpske hertugflag udføre flere lukrative sejladser midt mellem de krigsførende lande og Otte steg op til byens mest ansete borger. Efter at Egernførde i 1721 blev en kongelig by, begyndte han at transportere primært fragter fra København, hvilket gav igen store gevinster. Otte investerede fortløbende i nye skibe og handlede nu blandt andet med vin fra Frankrig, salt fra England, træ og jern fra Sverige og ikke mindst korn fra Sønderjylland. Hans opdragsgivere var ofte købmænd fra enten København eller Hamborg. 1723 oprettede han et stor pakhus i Langebroegade i Egernførde, som endnu er bevaret. 1735 købte Otte det adelige gods Krisby i Svans, og i 1741 indrettede han en fattigstiftelse (Otte-stiftelsen), som eksisterer den dag i dag. 1746 begyndte han også at handle i middelhavet.

## Famlilie
Den 2. dezember 1698 giftede han sig med Margret Classen. Efter at hun døde i 1716, giftede han sig den 30. november 1706 med Elsabe Claussen fra Rendsborg. Otte havde i alt 16 børn. Hans døtre giftede sig efterhånden med velhavende mænd og hans sønner kom til stor velstand og etablerede en række virksomheder i Egernførde. De drev blandt andet en stor fajancefabrik (Egernførde Fajance), et spinderi og et farveri. To af dem blev borgmestre i hhv. Slesvig by og Egernførde. En af hans svigersønner, Niels Ryberg, spillede en ledende rolle i den danske storhandel i 1700-tallet.